# ركابدار
ركابدار (بالفارسية: رکابدار) هي قرية تقع في قسم كناررودخانه الريفي في إيران. يقدر عدد سكانها بـ 306 نسمة .